# Vînarivka, Korosten
Vînarivka (în ucraineană Винарівка) este un sat în comuna Meleni din raionul Korosten, regiunea Jîtomîr, Ucraina.

## Demografie
Componența lingvistică a localității Vînarivka
     Ucraineană (96,77%)
     Rusă (3,23%)
Conform recensământului din 2001, majoritatea populației localității Vînarivka era vorbitoare de ucraineană (96,77%), existând în minoritate și vorbitori de rusă (3,23%).